# Fallmanager
Fallmanager arbeiten in der Verwaltung an der Fortführung einer Betreuung von Menschen in einem sozialen Zusammenhang. Generell erledigt der Fallmanager administrative Aufgaben im Interesse des Leistungsträgers oder des Kostenträgers als dessen Agent und für einen einzelnen Fall. Der Fallmanager ist damit kein Interessenvertreter des versicherten Klienten oder Patienten, sondern dessen betreuender Sozialeinrichtung oder Klinik.

## Weitere Einzelheiten
Die Regeln für das Fallmanagement werden in Deutschland primär durch das Sozialgesetzbuch vorgegeben. Generell gelten die Bestimmungen zum Sozialverwaltungsverfahren und Sozialdatenschutz nach SGB X. Damit wird die Funktion des Fallmanagers implizit definiert. Es gibt Fallmanager beispielsweise 
- im Gesundheitswesen in Kliniken (nach SGB V)
- im Gesundheitswesen in Krankenversicherungen (nach SGB V)
- im Gesundheitswesen in der Unfallversicherung (nach SGB VII)
- im Gesundheitswesen in der medizinischen Rehabilitation von Kranken (nach SGB V)
- im Gesundheitswesen in der medizinischen Rehabilitation von Behinderten (nach SGB IX)
- in der Rentenversicherung (nach SGB IV)
- in der kommunalen Sozialfürsorge (nach SGB XII)
- in der Arbeitsvermittlung (Arbeitslosenversicherung nach SGB II und SGB III).

### Jobvermittlung
Als Fallmanager werden besonders qualifizierte Mitarbeiter der Bundesagentur für Arbeit oder der Jobcenter bezeichnet, die im Rahmen des Vollzugs des SGB II oder des SGB III Menschen betreuen, die um Vermittlung in den Arbeitsmarkt nachsuchen (Arbeitsvermittlung) oder zuvor ergänzend qualifiziert werden sollen (Arbeitsförderung).
Vermittlungshemmnisse, die diese ergänzende Qualifizierung erfordern, können beispielsweise sein: Langzeitarbeitslosigkeit, Krankheit, Sucht, Schulden, Sprachprobleme etc.
Aufgabenbereiche des Fallmanagers sind die Erstellung eines Eingliederungsplans mit dem Arbeitssuchenden, die Förderung wie auch das Fordern (z. T. durch Sanktionen) des Hilfebedürftigen, sowie die Bewilligung von Arbeitslosengeld. Ziel ist es, den Hilfebedürftigen wieder in Arbeit zu bringen. Im Idealfall soll ein Sachbearbeiter 75 Klienten betreuen. Tatsächlich werden aber bis zu 150 Hilfesuchende betreut. Vorher kamen auf einen Vermittler durchschnittlich 800 Arbeitsuchende.
Fälschlicherweise wird oftmals im allgemeinen Sprachgebrauch jeder Sachbearbeiter in den Jobcentern als Fallmanager bezeichnet. Im Regelfall erfolgt jedoch die Betreuung durch die Persönlichen Ansprechpartner (PAP).
Wie schon oben ausgeführt, sind Fallmanager jedoch besonders qualifizierte Berater mit einer besonderen Beratungs- und Methodenkompetenz zum Erkennen und Beseitigen von Hemmnissen, die einer Arbeitsaufnahme entgegenstehen.
Die Zahl der von jedem Fallmanager zu betreuenden Personen ist entsprechend geringer als bei den sonstigen Sachbearbeitern bzw. Arbeitsvermittlern.
Fallmanager werden eine Gehalts-/ Besoldungsklasse höher als die anderen Vermittler und Sachbearbeiter (PAP) bezahlt. In Einzelfällen wurden zur Vermeidung von Gehaltseinbußen (Bestandsschutz) auch nicht ausreichend qualifizierte Mitarbeiter als Fallmanager eingesetzt.
Unter dem Grundsatz der Wirtschaftlichkeit und Kostenersparnis in der öffentlichen Verwaltung bleibt kritisch zu beobachten, ob durch den Einsatz von Fallmanagern die Wiedereingliederung von Hilfeempfängern tatsächlich effektiver als ohne deren Einsatz erreicht werden kann.
Jedoch hängt dies freilich nicht nur von der Kompetenz der Fallmanager ab, sondern in erster Linie auch von der Einstellung bzw. Moral der Arbeitssuchenden.
Ziel ist es, „Härtefälle“ zügiger in Arbeit zu vermitteln und dadurch im Vergleich zu Zeiten vor Einsatz von Fallmanagern deutlich Kosten einzusparen.
Ferner sollen durch das Tiefenprofiling nicht nur die Qualifikationen des Arbeitssuchenden herausgearbeitet werden, um ihn effektiv vermitteln zu können, auch sollen Zuvielzahlungen und Fälle des ungerechtfertigten Leistungsbezugs erkannt und durch den Fallmanager sanktioniert werden.

### Anforderungen
Die Aufgabe, bedarfsgerecht Hilfen in einem komplexen Feld von Kooperation, Maßnahmeplanung und Leistungssteuerung zu organisieren, erfordert Fähigkeiten, die in keinem der in Frage kommenden Ausbildungen bisher ausreichend vermittelt werden. Sowohl Mitarbeiter in Sozialverwaltungen als auch Sozialarbeiter benötigen zusätzliche Qualifikationen, um den hohen Ansprüchen gerecht zu werden und dem Druck zwischen verschiedenen Interessengruppen standhalten zu können.
Besonders hervorgehoben werden dabei verschiedene Schlüsselkompetenzen wie:
- Gesprächs- und Verhandlungskompetenz
- Beratungskompetenz
- Konfliktfähigkeit
- Interkulturelle Kompetenz
- Moderationskompetenz
- Vermittlungskompetenz
- Fähigkeit zum Schnittstellenmanagement
- Budgetkompetenz
- Unterstützung im Accounting der Prozesskosten
- Fertigkeiten im Controlling der Prozesskosten
- Kenntnisse in Dokumentation und Monitoring der Prozessleistungen
- genaue Kenntnisse der örtlichen und regionalen Netzwerke und Hilfsangebote, des Arbeitsmarktes und der regionalen Unternehmen

Diese Kompetenzen sollten Bestandteil der entsprechenden fachlichen Ausbildung der Sozialarbeiter und Bestandteil des Führungsverständnisses der Behördenleiter oder Agenturleiter sein.
Wenn der nach Hartz IV vorgesehene Betreuungsschlüssel von 1:75 umgesetzt wird, werden in Deutschland bis zu 30.000 Fallmanager benötigt. Um den daraus entstehenden Fortbildungsbedarf zu decken, gibt es intensive Bemühungen zur Einrichtung von Lehrgängen und Weiterbildungsangeboten, die bundesweit denselben Standards verpflichtet sind. Dabei ist vorgesehen, die in anderen Handlungsfeldern wie in der Pflege und Gesundheit entwickelten Qualitätsstandards auf das Fallmanagement in der Beschäftigtenförderung zu übertragen. Nach den Standards der Deutschen Gesellschaft für Sozialarbeit umfasst eine zertifizierte Fortbildung im Fallmanagement mindestens 210 Stunden. Die Bundesagentur für Arbeit hat bereits begonnen, ihre Mitarbeiter in eigenen Fortbildungen zu schulen. Andere Angebote gibt es von Fachhochschulen (z. B. der Fachhochschulen Mainz, Freiburg, Münster oder der Ev. Fachhochschule in Bochum) oder in Weiterbildungseinrichtungen und Instituten.